# Goyang KB Kookmin Bank FC
O Goyang KB Kookmin Bank FC foi um clube de futebol sul-coreano sediado de Goyang, Seul. A equipe compete na K-League. O clube está integrado ao FC Anyang desde 2012.

## História
O clube foi fundado em 1969, com sucesso em torneios semi-profissionais, o time participou da liga nacional sendo um dos fundadores da Korean Super League, a atual K-League, no ano de 1983. Mas logo em 1984 o time retornou a origem de clube amador. 